# Tom Veelers

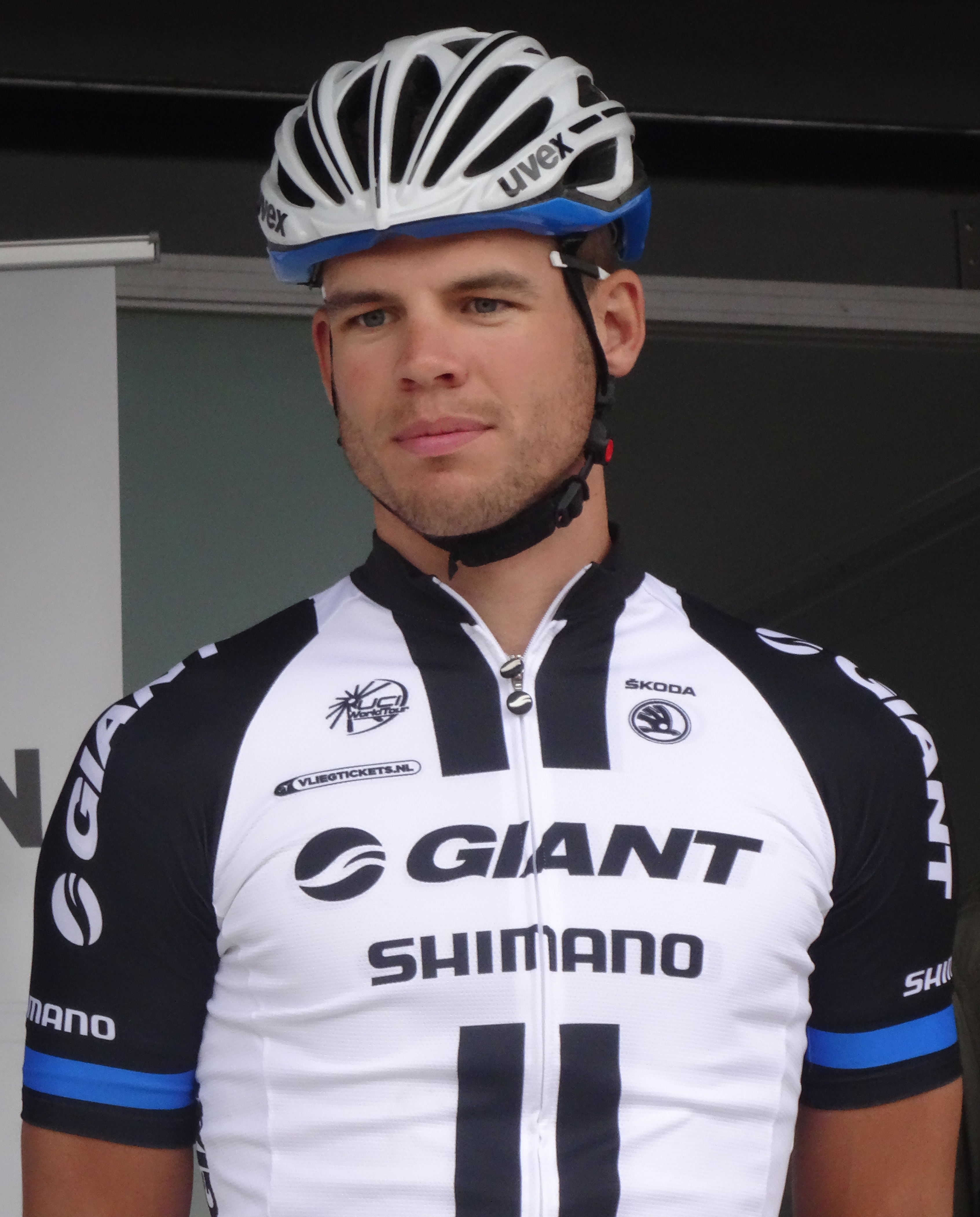
Tom Veelers bei den Omloop van het Houtland 2014.

Tom Veelers (* 14. September 1984 in Ootmarsum) ist ein ehemaliger niederländischer Radrennfahrer.

## Karriere
Tom Veelers wurde 2002 niederländischer Junioren-Meister auf der Straße. Als U23-Fahrer konnte er unter anderem 2004 die Berliner Rundfahrt und 2006 die Gesamtwertung nebst drei Etappen der Olympia’s Tour sowie das Gesamtklassement sowie die U23-Austragung des Klassikers Paris–Roubaix für sich entschieden.
Im Jahr 2008 schloss sich Veelers dem damaligen Professional Continental Team Skil-Shimano an. Seine Hauptaufgabe bestand in der Sprintvorbereitung für die Teamkapitäne wie Marcel Kittel. Er bestritt jedoch auch selbst erfolgreich Sprints und gewann für sein Team verschiedene Abschnitte kleinerer Etappenrennen, wie z. B. bei der dritten Etappe des Circuit Franco-Belge 2011.
Seit 2015 litt Veelers an Knieproblemen und musste zweimal operiert werden. Nachdem eine Genesung nicht mehr erreichbar war, beendete mit zum Ablauf der Saison seine Karriere als aktiver Sportler und wechselte in den Betreuerstab seiner Mannschaft.

## Erfolge
2004
- Gesamtwertung Tour de Berlin

2005
- eine Etappe Tour du Loir-et-Cher

2006
- Gesamtwertung und drei Etappen Olympia’s Tour
- Paris–Roubaix (U23)

2007
- Gesamtwertung OZ Wielerweekend
- Prolog Boucles de la Mayenne

2008
- eine Etappe Tour of Qinghai Lake

2009
- eine Etappe Tour of Qinghai Lake

2011
- eine Etappe Circuit Franco-Belge
- eine Etappe Tour of Hainan

## Teams
- 2003 Löwik-Tegeltoko
- 2004 Löwik Meubelen-Tegeltoko
- 2005 Rabobank Continental
- 2006 Rabobank Continental
- 2007 Rabobank Continental
- 2008 Skil-Shimano
- 2009 Skil-Shimano
- 2010 Skil-Shimano
- 2011 Skil-Shimano
- 2012 Team Argos-Shimano
- 2013 Team Argos-Shimano
- 2014 Team Giant-Shimano
- 2015 Team Giant-Alpecin
- 2016 Team Giant-Alpecin